# 도도부현도

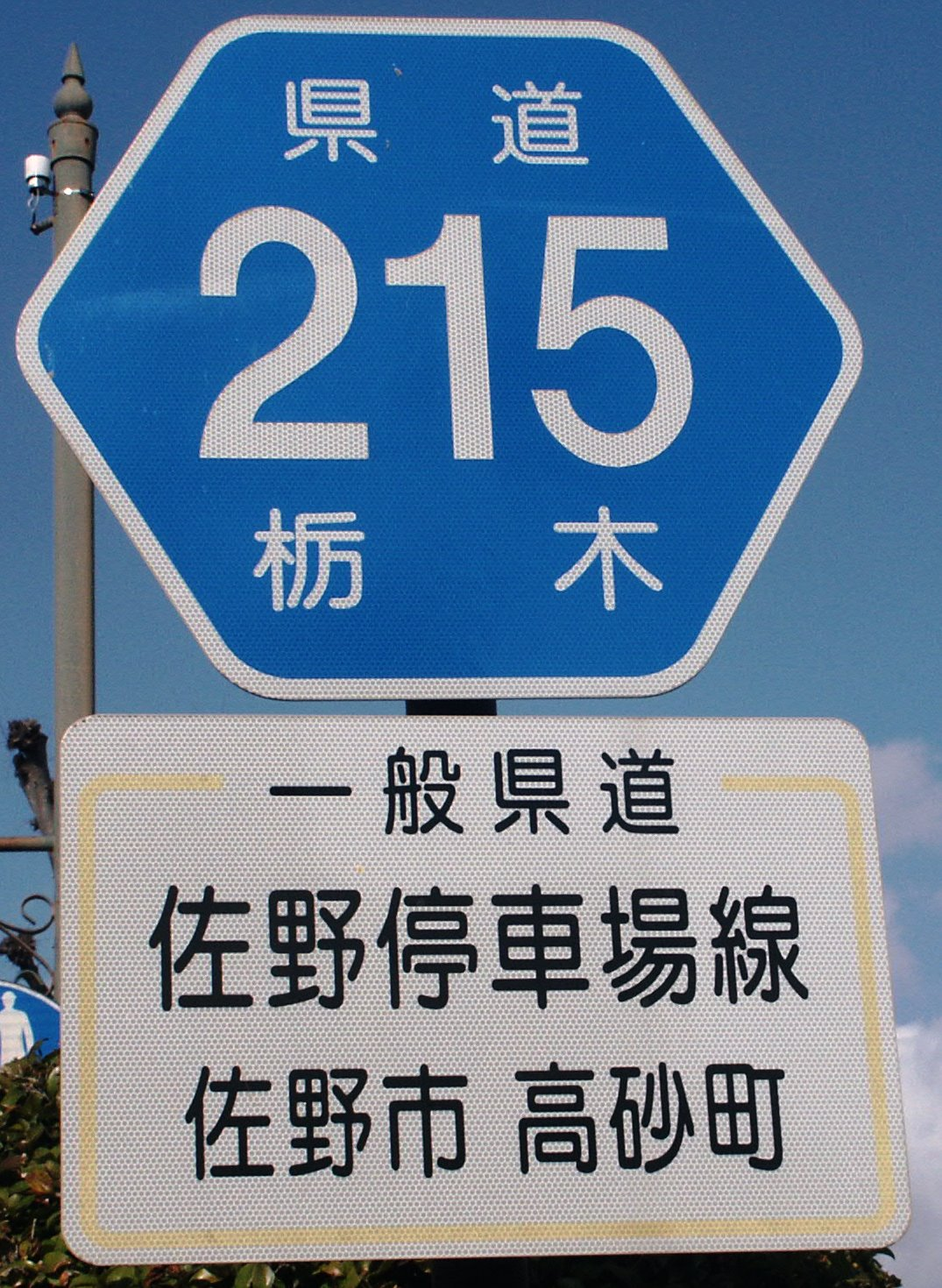
현도 노선번호 표지판의 설치 사례 (도치기현)

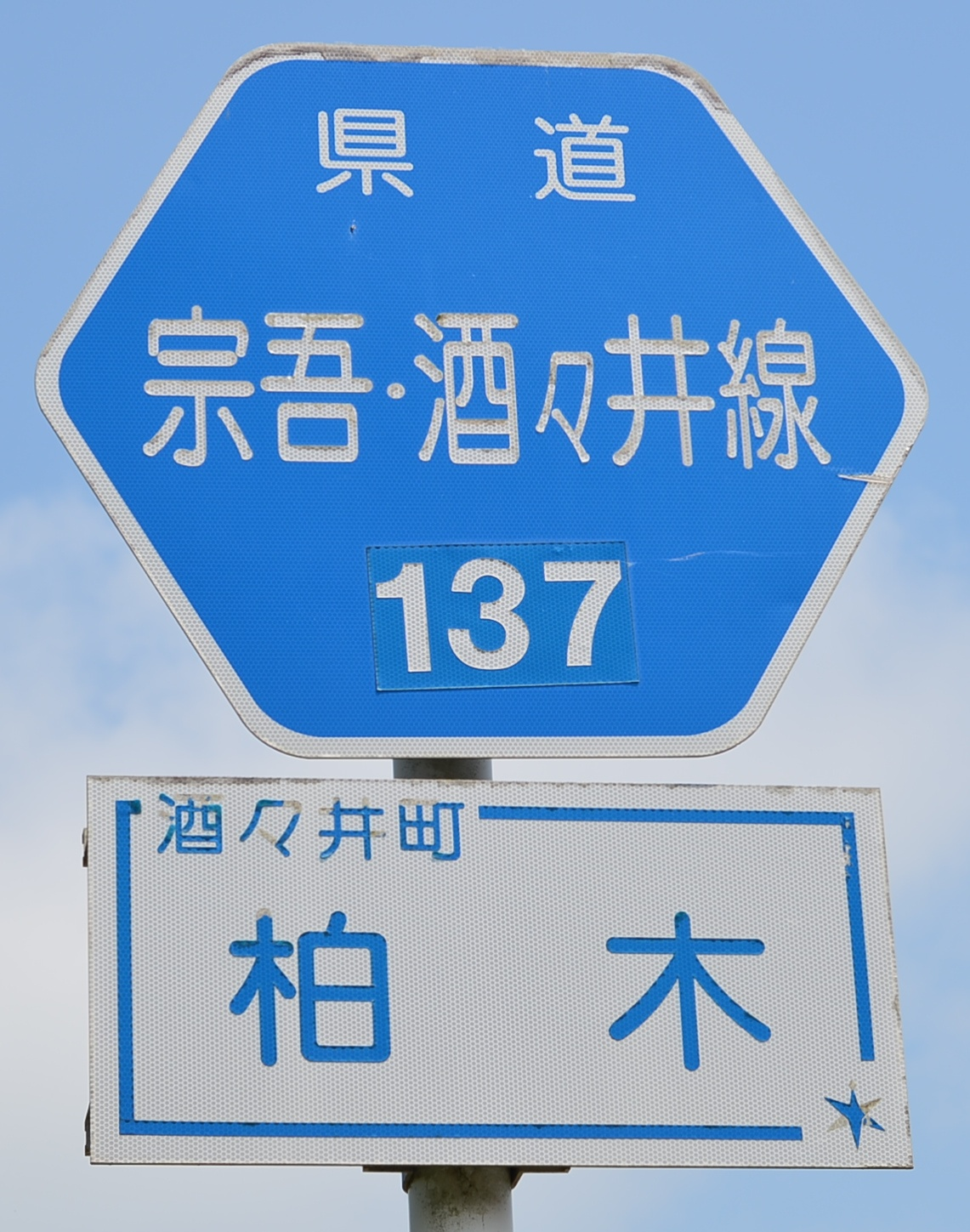
지바현의 예전 형태로 구성된 현도 표지판의 사례 (지바현도 제137호선)

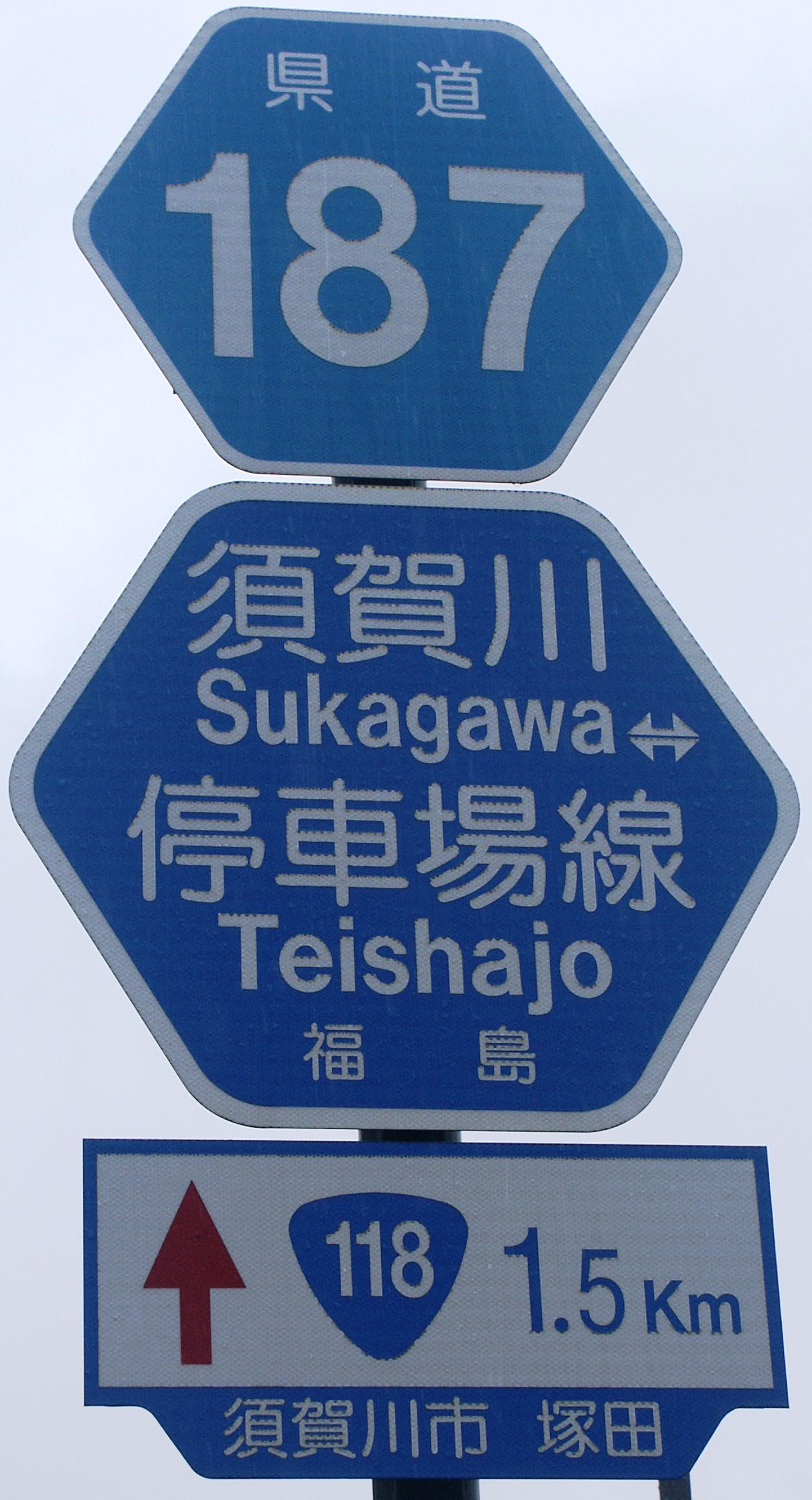
후쿠시마현도 제187호선의 실질적인 노선 번호 표지판이다. 이와 함께 병설되어 있는 국도 118호선의 마크도 같이 새겨져 있다.

도도부현도(일본어: 都道府県道)는 일본에서의 도로의 유형 중의 하나이며, 대한민국의 지방도와 동일한 체계를 가진 도로 노선망이다. 도로법으로 지정되어 있는 도로에서, 도도부현지사가 인정하고, 해당 도도부현에서 관리를 전담하는 도로 체계이다. 도로 표지판의 모양은 육각형으로 이루어져 있고 숫자는 가운데에, 도도부현도 이름이 맨 위에, 도도부현의 이름이 맨 아래에 두는 특이 사항이 있다. (예:県道가 위에, 123은 가운데를, 東京 등과 같이 도도부현 지역 이름은 아래에 고정된다) 

## 주요 기록

### 100 km 이상의 도도부현도
- 니가타현도 제45호선 (167.2 km) - 일본의 단일 도도부현도 노선 중 최장거리 노선이지만 일주 도로로 분류함.
- 홋카이도도 제142호선 (163.1 km) - 일본 전체 2위의 도도부현도
- 가고시마현도 제79호선 (100.7 km)
- 히로시마현도·시마네현도 제5호선 (100.3 km)

### 10 m 이하의 도도부현도
- 나가노현도 제162호선 (7 m) - 일본 최단거리 도도부현도, 웬만하면 사람의 발자국만 하여도 아홉 발자국만 걸어도 금방 도착하게 되는 수준에 이름
- 히로시마현도 제204호선 (10 m) - 일본 최단거리 도도부현도 2위

### 가장 많은 현 지역을 관통하는 도도부현도
- 도치기현도·군마현도·사이타마현도·이바라키현도 제9호선 - 4개의 현이 한꺼번에 이어주며, 하나의 도로로 이어지지만 총 연장은 18.183 km로 국도 제466호선과 비슷한 전장을 가짐.

### 다른 현에서 인정하지 않는 도도부현도
- 아오모리현도 제21호선 - 아키타현에서 불인정
- 구마모토현도 제29호선 - 후쿠오카현에서 불인정
- 나가노현도 제84호선 - 기후현에서 불인정
- 효고현도 제13호선 - 오사카부에서 불인정
- 돗토리현도 제303호선 - 오카야마현에서 불인정
- 고치현도 제369호선 - 도쿠시마현에서 불인정
- 후쿠오카현도 제787호선 - 구마모토현에서 불인정

### 가장 큰 번호를 가진 도도부현도
- 1180번 홋카이도도(일본어판)
- 806번 후쿠오카현도 - 규슈에서 가장 큰 번호를 가진 도도부현도로, 이 도로가 자전거 길로 지정된 상태.
- 805번 후쿠오카현도 - 규슈에서 가장 큰 번호를 가진 도도부현도로, 위의 도로와는 달리 총 연장이 10.1 km로 구성된 자동차 형태의 일반현도.
- 813번 야마나시현도 - 홋카이도와 오키나와현을 제외한 45개의 도부현 지역 중 현존하고 있는 가장 큰 번호를 가진 도도부현도로 상기 두 도도부현도보다도 번호가 더 큰 도도부현도이지만, 혼슈에서는 가장 큰 도도부현도로 분류.
- 804번 오사카부도 - 일본의 부 단위 지역에서 가장 큰 번호를 가진 도도부현도.
- 484번 도쿄도도 - 도쿄도의 도도부현도 노선 중 단독 노선으로는 가장 큰 번호를 가진 도도부현도.
- 256번 오키나와현도(일본어판) 오키나와현의 도도부현도 중 가장 큰 번호를 가진 도도부현도.

### 단독 구간이 없는 도도부현도
- 시가현도 제10호선 - 시가현도 제2호선과 중복
- 나가노현도 제23호선 - 국도 제143호선과 중복
- 에히메현도 제33호선 - 국도 제320호선과 중복
- 미야기현도·후쿠시마현도 제104호선 - 국도 제342호선과 중복
- 시즈오카현도 제104호선 - 시즈오카현도 제11호선과 중복
- 도치기현도 제116호선 - 도치기현도 제38호선과 중복
- 군마현도 제162호선·군마현도 제163호선 - 군마현도 제26호선과 중복
- 와카야마현도 제209호선 - 국도 제179호선과 중복
- 이바라키현도 제325호선 - 국도 제461호선과 중복
- 후쿠오카현도 제559호선 - 국도 제202호선과 중복

### 다른 번호를 부여받은 도도부현도
- 야마나시현도 제730호·가나가와현도 제730호·시즈오카현도 제147호선 - 시즈오카현에서는 147번 현도로 배정받았고 야마나시현과 가나가와현 등 나머지 2현만 730번 현도로 부여받은 상태이다. 그래서 이 도로가 3개의 현 지역을 모두 관통하고 있는 도로이기도 함.
- 오사카부도 제42·179호선 - 형식상 도로가 하나이지만 정작 번호가 다르다.

### 그 외
돗토리현도 제307호선과 도쿠시마현도 제227호선, 도쿠시마현도 제263호선 등과 같은 경우처럼 노선이 이미 인정되어 있으나, 미공용인 상태에 머물러 있어 실제 연장이 아예 없는 도도부현도도 물론 존재하게 된다. 특히 홋카이도도 제1086호선의 경우와 유사하게 착공에 이른 상태임에도 불구, 전 구간이 미공용 및 실제 연장 없이 건설이 중단된 도도부현도들도 물론 존재한다. 그리고 수도고속도로 완간 선처럼 도도부현도 노선으로 분류되다가 고속도로로 승격시킨 노선도 더러 있다.

## 같이 보기
- 일본의 일반 국도
- 일본의 도로
- 시정촌도
- 주요 지방도
- 대한민국의 지방도